# Сіверянська думка

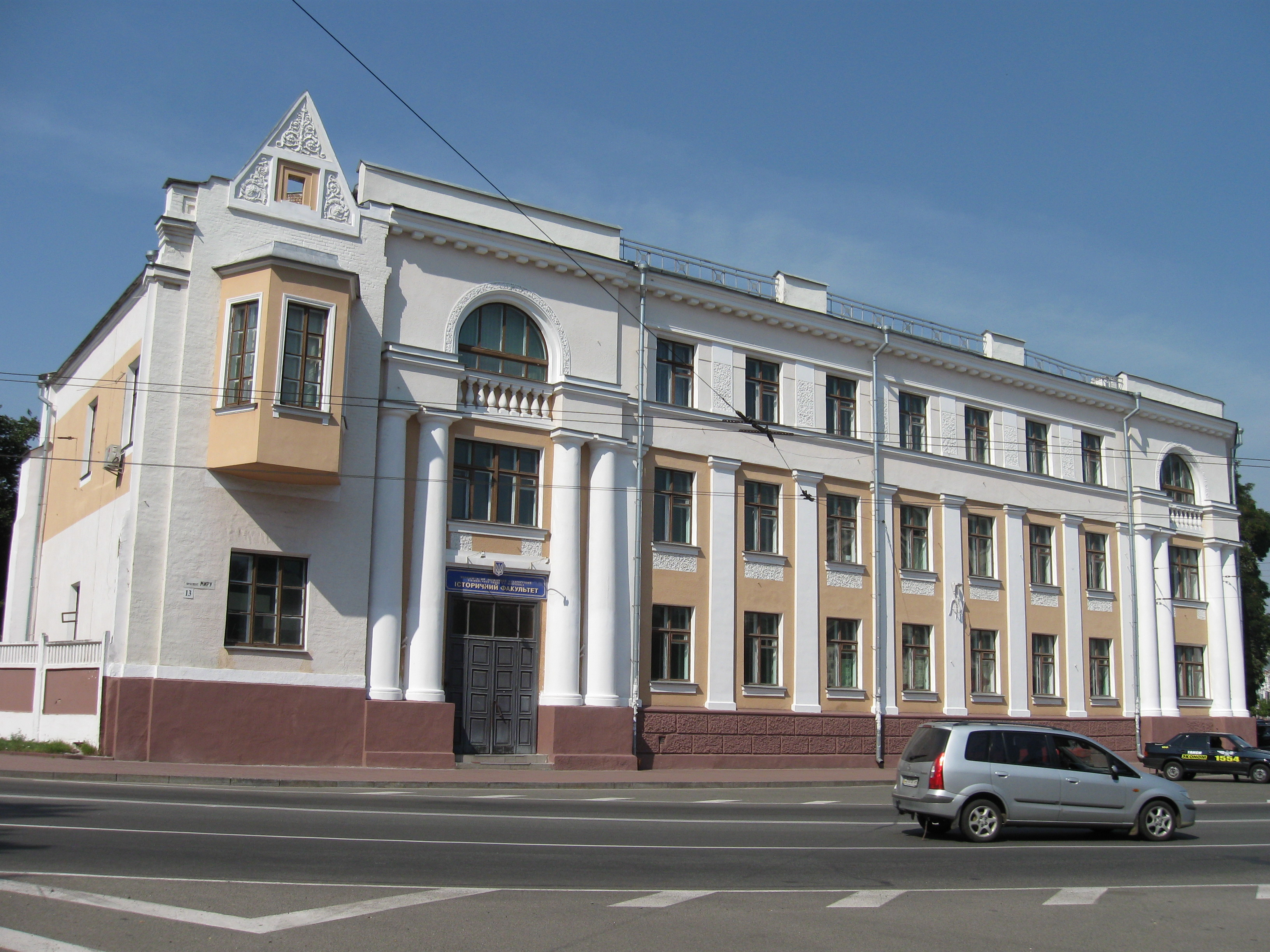
Навчально-науковий інститут історії, етнології та правознавства імені О.М. Лазаревського, тут із 1991 року знаходиться Видавниче товариство

Видавни́че Товари́ство «Сіверя́нська д́умка» було засноване в грудні 1917 р. за ініціативою відомих діячів української культури Вадима Модзалевського, Дмитра Дорошенка, Іллі Шрага, Михайла Могилянського та Юрія Виноградського. Видавничу марку «Сіверянської думки» — маленький шедевр книжкової графіки — створив видатний художник Георгій Нарбут.
Розповсюджувалася книжкова продукція видавництва через відкритий магазин-склад, а також через магазин «Друкаръ» у Києві.
Упродовж 1917–1919 рр. «Сіверянська думка» встигла видати збірки поезій Тараса Шевченка і Бориса Грінченка, а також кілька наукових студій та есе, проте восени 1919 р., за несприятливих умов громадянської війни (дениківці окупували Чернігів), припинила своє існування.
У березні 1991 р. Видавниче Товариство було відновлене під старою назвою при історичному факультеті Чернігівського державного педагогічного університету. Його офіційним засновником стало Чернігівське відділення Українського фонду культури, головним редактором — декан історичного факультету Олександр Коваленко, директором — доцент цього ж факультету Сергій Леп'явко. Головною метою сьогоднішньої «Сіверянської думки» є публікація наукових та науково-популярних праць, присвячених історичній спадщині України, і насамперед — Чернігово-Сіверщини.
Станом на 2017 рік зареєстровано в Чернігові на проспекті Миру 13.

## Видання 1917–1919 років
1. Статут Видавничого Товариства «Сіверянська думка». — Статут Видавничого Товариства
2. «Сіверянська думка». — 1917.
3. Шугаевский В. А. Монета и денежный счет в Левобережной Украине в XVII веке. — 1918.
4. Шевченко Т. Плач Ярославни. Бій з половцями: Поезії. — 1918.
5. Модзалевський В. Основні риси українського мистецтва. — 1918.
6. Дорошенко Д. Коротенька історія Чернігівщини. — 1918.
7. Грінченко Б. Риб'ячі танці: Поезії. — 1919.
8. Стебницький П. Ріг Вернигори. — 1919.